# Petar Šegvić
Petar Šegvić, född 25 juni 1930 i Split, död 7 juni 1990 i Split, var en jugoslavisk roddare.
Han blev olympisk guldmedaljör i fyra utan styrman vid sommarspelen 1952 i Helsingfors.